# Billet
En billet er et adgangstegn til en aktivitet eller tilladelse til ophold på et areal eller områder, hvortil der kræves en eller anden form for adgangstilladelse, rejsehjemmel eller lignende.
Billetter anvendes normalt som kvittering for at betaling for den pågældende aktivitet er foretaget. En undtagelse herfra er fribilletter, der normalt kun udstedes i meget begrænset omfang
Billetter er i sin oprindelse i vid udstrækning et ihændehaverpapir, men i varierende omfang er visse billettyper udviklet til en stringent form for personlige og navngivne tilladelser, eksempelvis flybilletter.

## Billettyper
Billetter kan opdeles i to forskellige grupper i overensstemmelse med deres anvendelse.
Den ene gruppe omfatter billetter som udgør forskellige former for lovlig rejsehjemmel, dvs. i form af
togbilletter, busbilletter, færgebilletter, billetter for betalt vejafgift, billet for betalt broafgift samt flybilletter.
Den anden gruppe omfatter billetter der giver adgang til diverse aktiviteter og forlystelser, eksempelvis biograf, teater, festival, cirkus, tivoli, museum, udstillinger, aktivitetscentre, møder, foredrag, m.m.

## Billetsystemernes udvikling
Udviklingen af egentlige billetsystemer knytter sig til forskellige former for kontrol og sikkerhed (såvel retsligt, som økonomisk og sikkerhedsmæssigt). Billetten giver ihændehaveren retssikkerhed til at opholde sig på det pågældende sted i henhold til de udstukne regler. Billetudstederen har kontrol over omfanget af udstedte og solgte billetter og dermed oversigt over antallet af personer, der er tilladt adgang og har hermed også et økonomisk overblik. Billetsystemerne har indbyggede kontrolfunktioner, som indeholder økonomiske styrings og kontrolfunktioner, for såvel billetudsteder som for myndighederne herunder skattemyndighederne.
Blandt tidligere anvendte billetsystemer, var de edmondsonske billetter formentlig det mest udbredte system. Det blev udviklet af englænderen Thomas Edmondson omkring 1838, og var baseret på små fortrykte og maskinelt nummererede papstykker, hvorpå rejseruten var påtrykt. De blev bl.a. anvendt på alverdens jernbaner og DSB anvendte dem helt op til midt i 1960'erne, hvorefter de blev gradvist afløst af andre billettyper. 
I medfør af den generelle teknologiske udvikling er der foregået en udvikling af de anvendte billetsystemer fra trykte eller udprintede billetter til forskellige former for elektroniske billetsystemer. I takt med denne udvikling er der udviklet en række fleksible systemer, der tillader anvendelsen af den elektroniske billet i flere transportsystemer eller til flere aktiviteter. I denne sammenhæng er der også udviklet forskellige former for rabatkort, eksempelvis klippekortsystemer, der giver rabat ved køb af eksempelvis 10 rejser, som kan afvikles i henhold til forbrugerens ønsker.
Udviklingen af den elektroniske chip har givet mulighed for udviklingen af nye elektroniske ordninger med ideelt set uanende fleksible muligheder. Blandt disse finder vi i Danmark den såkaldte BroBizz, som sikrer en hurtig adgang kombineret med fleksibel betaling af broafgift ved krydsning af Storebæltsbroen og Øresundsbroen. Det nye danske Rejsekort er en anden og endnu mere udviklet version af denne type. 
Foruden fysiske og elektroniske billetsystemer er der i dag mange udbydere af online billetsystemer med henblik på salg af billetter til arrangementer.  